# Campionat del Món de Trial 2012
|  | Per al campionat del món en pista coberta d'aquell any, vegeu Campionat del Món de X-Trial 2012 |

La temporada de 2012 del Campionat del Món de trial fou la 38a edició d'aquest campionat, organitzat per la FIM. El calendari oficial constava de 13 proves puntuables, celebrades entre el 28 d'abril i el 29 de juliol.
El campió vigent, Toni Bou, començà la temporada defensant el cinquè títol mundial consecutiu que aconseguí la temporada anterior, amb l'opció de situar-se com al pilot amb més campionats del món guanyats de la història (empatat a 12 amb Dougie Lampkin) si aconseguia el títol, atesos els sis mundials indoor que també havia guanyat fins a la data. Finalment fou així i el 8 de juliol es proclamà Campió del Món a manca de dues proves per al final, en guanyar el Trial d'Itàlia.
Aquell any, quatre catalans van ocupar els quatre primers llocs del campionat: Bou, campió, Raga, subcampió, Jeroni Fajardo, que havia deixat l'efímera Ossa per tornar a Beta, tercer i Albert Cabestany, quart. Raga va acabar amb només un punt d'avantatge sobre Fajardo, i aquest amb només cinc sobre Cabestany. A més, de nou totes les proves puntuables les van guanyar catalans: Toni Bou, onze, Adam Raga una i Albert Cabestany l'altra.

## Novetats
Els principals canvis de la temporada eren el retorn de Jeroni Fajardo a Beta, abandonant Ossa després d'haver-hi fitxat a la fi de 2010. En substitució seva, la marca catalana fitxà Dani Oliveras, pilot que retornava així a la competició del màxim nivell. Oliveras acabà el campionat en la vuitena posició final. També cal esmentar la incorporació d'un nou fabricant, JTG, empresa amb capital català però amb seu a l'Aragó, que hi participà amb Pol Tarrés. La seva moto havia estat dissenyada amb l'assessorament de Jordi Tarrés.

## Calendari
El calendari de la temporada 2012 estava previst inicialment a 13 curses (7 Grans Premis, sis dels quals de 2 dies).

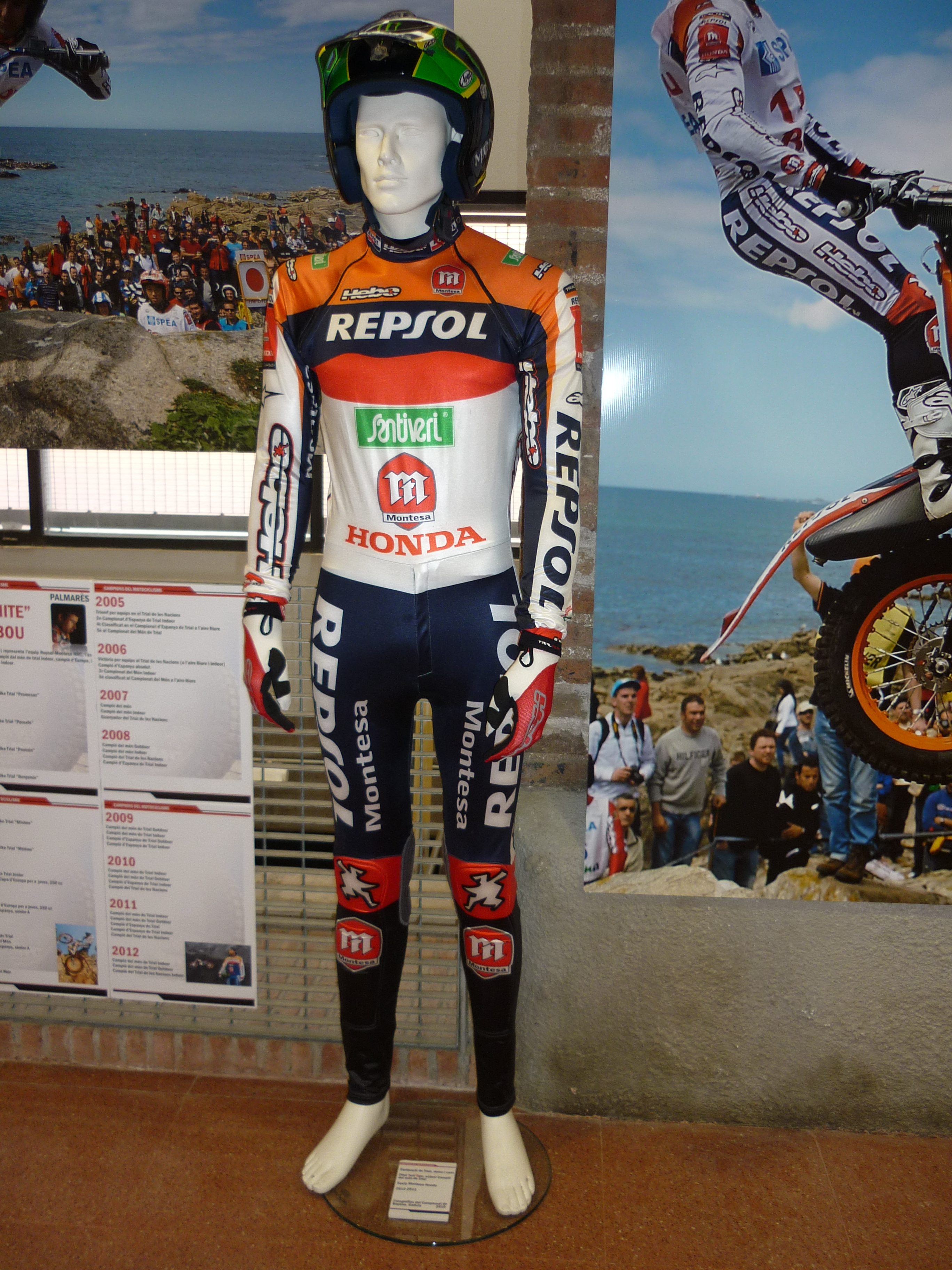
L'equipament de Toni Bou el 2012

| Ronda | Data         | Gran Premi    | Lloc                  | Guanyador        |
| ----- | ------------ | ------------- | --------------------- | ---------------- |
| 1     | 28 d'abril   | França        | La Bresse             | Adam Raga        |
| 2     | 29 d'abril   | França        | La Bresse             | Toni Bou         |
| 3     | 26 de maig   | Austràlia     | Mount Tarrengower     | Toni Bou         |
| 4     | 27 de maig   | Austràlia     | Mount Tarrengower     | Toni Bou         |
| 5     | 2 de juny    | Japó          | Circuit de Motegi     | Toni Bou         |
| 6     | 3 de juny    | Japó          | Circuit de Motegi     | Toni Bou         |
| 7     | 16 de juny   | Espanya       | Peñarroya-Pueblonuevo | Toni Bou         |
| 8     | 17 de juny   | Espanya       | Peñarroya-Pueblonuevo | Toni Bou         |
| 9     | 23 de juny   | Andorra       | Sant Julià de Lòria   | Toni Bou         |
| 10    | 24 de juny   | Andorra       | Sant Julià de Lòria   | Albert Cabestany |
| 11    | 8 de juliol  | Itàlia        | Santo Stefano d'Aveto | Toni Bou         |
| 12    | 28 de juliol | Gran Bretanya | Penrith               | Toni Bou         |
| 13    | 29 de juliol | Gran Bretanya | Penrith               | Toni Bou         |

1. ↑  A Victòria

## Classificació

### Sistema de puntuació
Els punts s'atorguen als 15 primers classificats.
Barem de puntuació a partir de 1984:
| Posició | 1  | 2  | 3  | 4  | 5  | 6  | 7 | 8 | 9 | 10 | 11 | 12 | 13 | 14 | 15 |
| Punts   | 20 | 17 | 15 | 13 | 11 | 10 | 9 | 8 | 7 | 6  | 5  | 4  | 3  | 2  | 1  |

### Classificació dels pilots
(Llegenda). Els pilots amb fons blau debutaven al Campionat del Món aquesta temporada.
| Pos | Pilot             | Moto          | FRA 1 · | FRA 2 · | AUS 1 · | AUS 2 · | JAP 1 · | JAP 2 · | ESP 1 · | ESP 2 · | AND 1 · | AND 2 · | ITA · | GBR 1 · | GBR 2 · | Pts |
| --- | ----------------- | ------------- | ------- | ------- | ------- | ------- | ------- | ------- | ------- | ------- | ------- | ------- | ----- | ------- | ------- | --- |
| 1   | Toni Bou          | Montesa Honda | 2       | 1       | 1       | 1       | 1       | 1       | 1       | 1       | 1       | 4       | 1     | 1       | 1       | 250 |
| 2   | Adam Raga         | Gas Gas       | 1       | 5       | 2       | 4       | 6       | 5       | 3       | 2       | 4       | 3       | 4     | 3       | 2       | 187 |
| 3   | Jeroni Fajardo    | Beta          | 4       | 2       | 5       | 2       | 2       | 4       | 4       | 3       | 2       | 2       | 6     | 4       | 4       | 186 |
| 4   | Albert Cabestany  | Sherco        | 3       | 3       | 3       | 5       | 3       | 2       | 2       | 7       | 5       | 1       | 3     | 6       | 5       | 181 |
| 5   | Takahisa Fujinami | Montesa Honda | 5       | 4       | 4       | 3       | 4       | 3       | 5       | 4       | 3       | 5       | 2     | 2       | 6       | 174 |
| 6   | James Dabill      | Beta          | 6       | 6       | 7       | 6       | 5       | 9       | 6       | 5       | 6       | 6       | 5     | 5       | 3       | 135 |
| 7   | Jack Challoner    | Beta          | 7       | 9       | 9       | 7       | 10      | 11      | 7       | 6       | 8       | 11      | 10    | 7       | 7       | 99  |
| 8   | Dani Oliveras     | Ossa          | 10      | 11      | 6       | 10      | 12      | 6       | 8       | 8       | 12      | 8       | 7     | 11      | 9       | 90  |
| 9   | Michael Brown     | Gas Gas       | 9       | 7       | 10      | 11      | 11      | 8       | 10      | 11      | 7       | 7       | 9     | 9       | 10      | 89  |
| 10  | Matteo Grattarola | Gas Gas       | 8       | 10      | 12      | 8       | 15      | 15      | 11      | 12      | 9       | 10      | 8     | 12      | 12      | 66  |
| 11  | Alexz Wigg        | Gas Gas       | 13      | 12      | 13      | 13      | 8       | 14      | 12      | 10      | 11      | 13      | 14    | 10      | 8       | 57  |
| 12  | Loris Gubian      | Gas Gas       | 11      | 8       | 8       | 9       | 13      | 13      | 9       | Ret     |         |         | 11    |         |         | 46  |
| 13  | Pere Borrellas    | Gas Gas       | 14      | 13      | 11      | 12      | 16      | 17      | 13      | 9       | 10      | 9       | 15    | 14      | 14      | 42  |
| 14  | Eddie Karlsson    | Gas Gas       | 12      | Ret     |         |         |         |         | 14      | 13      | 14      | 12      |       | 13      | 13      | 21  |
| 15  | Alexandre Ferrer  | Sherco        |         |         |         |         |         |         |         |         |         |         | 12    | 8       | 11      | 17  |
| 16  | Tomoyuki Ogawa    | Honda         |         |         |         |         | 9       | 7       |         |         |         |         |       |         |         | 16  |
| 17  | Kenichi Kuroyama  | Yamaha        |         |         |         |         | 7       | 12      |         |         |         |         |       |         |         | 13  |
| 18  | Gianluca Tournour | Gas Gas       | 15      | 14      |         |         |         |         | 15      | 14      | 13      | 14      |       |         |         | 11  |
| 19  | Fumitaka Nozaki   | Yamaha        |         |         |         |         | 17      | 10      |         |         |         |         |       |         |         | 6   |
| 20  | Daniele Maurino   | Ossa          |         |         |         |         |         |         |         |         |         |         | 13    |         |         | 3   |
| 21  | Tsuyoshi Ogawa    | Beta          |         |         |         |         | 14      | 16      |         |         |         |         |       |         |         | 2   |
| Pos | Pilot             | Moto          | FRA 1 · | FRA 2 · | AUS 1 · | AUS 2 · | JAP 1 · | JAP 2 · | ESP 1 · | ESP 2 · | AND 1 · | AND 2 · | ITA · | GBR 1 · | GBR 2 · | Pts |

### Classificació de marques
- Les quantitats indiquen els punts computables per al títol de constructors aconseguits pels pilots de la marca.

| Pos | Marca         | FRA 1 · | FRA 2 · | AUS 1 · | AUS 2 · | JAP 1 · | JAP 2 · | ESP 1 · | ESP 2 · | AND 1 · | AND 2 · | ITA · | GBR 1 · | GBR 2 · | Pts |
| --- | ------------- | ------- | ------- | ------- | ------- | ------- | ------- | ------- | ------- | ------- | ------- | ----- | ------- | ------- | --- |
| 1   | Montesa Honda | 28      | 33      | 33      | 35      | 33      | 35      | 31      | 33      | 35      | 24      | 37    | 37      | 30      | 424 |
| 2   | Beta          | 23      | 27      | 20      | 27      | 28      | 20      | 23      | 26      | 27      | 27      | 21    | 24      | 28      | 320 |
| 3   | Gas Gas       | 28      | 20      | 25      | 21      | 18      | 19      | 22      | 24      | 22      | 24      | 21    | 22      | 25      | 290 |
| 4   | Sherco        | 15      | 15      | 15      | 11      | 15      | 17      | 17      | 9       | 11      | 20      | 19    | 18      | 20      | 202 |
| 5   | Ossa          | 6       | 5       | 10      | 6       | 4       | 10      | 8       | 8       | 4       | 8       | 12    | 5       | 7       | 93  |
| 6   | Yamaha        |         |         |         |         | 9       | 10      |         |         |         |         |       |         |         | 19  |
| 7   | Honda         |         |         |         |         | 7       | 9       |         |         |         |         |       |         |         | 16  |
| Pos | Marca         | FRA 1 · | FRA 2 · | AUS 1 · | AUS 2 · | JAP 1 · | JAP 2 · | ESP 1 · | ESP 2 · | AND 1 · | AND 2 · | ITA · | GBR 1 · | GBR 2 · | Pts |